# Boconó
Boconó es una localidad y municipio situado al sureste del estado Trujillo, en Venezuela, es el segundo municipio del estado en población y de importancia económica. Este municipio también es capital del municipio homónimo. La alcaldía está localizada en este municipio. Es la capital turística y agroeconómica del estado Trujillo, su población urbana y rural es de 100 240 habitantes (Estimación INE 2015). Boconó es un centro comercial y de servicios de una de las zonas más cultivadas de Venezuela, destacando la producción de maíz, leguminosas, caña de azúcar, café y frutales, así como la cría de cerdos, aves de corral y abejas. La presencia de un sistema de riego ha influido notablemente en su consolidación como núcleo de apoyo a los centros agropecuarios en las laderas andinas. Cuando la ciudad de Trujillo iba a ser reubicada, algunos pobladores se negaron a trasladarse, dando origen a la creación de San Alejo de Boconó.

## Generalidades
Boconó figura como el tercer destino más solicitado por turistas de la región andina, esta ciudad se encuentra a unas 8 horas por carretera de Caracas, la capital de Venezuela. Cuenta con un aeropuerto, terminal terrestre de pasajeros, Boconó es una de esas localidades en donde su cultura es única, auténtica e inigualable, lo que hace que los rasgos de la sociedad Boconesa sean distintos al resto del Venezolano, como su cultura, gastronomía, costumbres y por supuesto el acento de las personas que allí viven. Boconó recibe un millón de turistas durante los doce meses del año, en temporadas como Carnaval, Semana Santa y Navidad.
Boconó ha evolucionado hasta convertirse prácticamente en una ciudad, con una notable actividad comercial, tráfico vehicular constante y un ambiente urbano que ha dejado atrás la tranquilidad típica de los pueblos. Lo apacible se conserva en las localidades cercanas que también forman parte del municipio. La ciudad cuenta con parques y avenidas bien cuidadas, así como una iglesia de gran tamaño y arquitectura imponente, cuya torre es visible desde distintos puntos. 
Es una localidad con una rica historia y una población progresista. Dispone de su propio aeropuerto, emisoras de radio y televisión, y mantiene como lema “El Jardín de Venezuela”, título que le fue otorgado por Simón Bolívar durante su segunda visita en 1813. Su ubicación a 1.225 metros sobre el nivel del mar le proporciona un clima agradable durante todo el año.
La Plaza Bolívar es uno de los espacios más representativos de la ciudad. De gran tamaño, está presidida por una estatua de cuerpo completo del Libertador, cuyo pedestal lleva la inscripción: “La Junta de Gobierno de Los Estados Unidos de Venezuela al Padre de la Patria, 1952”. Está rodeada por una variedad de comercios y casas coloniales. La iglesia principal, dedicada a San Alejo, fue construida en la segunda mitad del siglo xx en el mismo lugar donde se erigía la antigua iglesia de Boconó, levantada dos siglos antes. Como en muchas iglesias de los pueblos trujillanos, el reloj de la torre está en funcionamiento y las campanas marcan el paso del tiempo.
El entorno natural de Boconó está enmarcado por frondosas cadenas montañosas que contrastan con la diversidad de flores multicolores, creando un paisaje cautivador. La hospitalidad de sus habitantes es uno de los principales atractivos, y cada año miles de turistas quedan encantados con su ambiente y su arquitectura colonial.
Uno de los espacios más importantes de la localidad es el Centro de Servicios Campesinos Tiscachic, un complejo multifuncional abierto al público. Este centro cuenta con patios y locales para la comercialización directa de productos agrícolas por parte de sus productores, plazoletas para ferias pecuarias, salones de usos múltiples, comedor popular, áreas de almacenamiento de artesanía y un museo dedicado a las artes tradicionales.
Durante los fines de semana, especialmente los sábados, el mercado local se convierte en un punto de encuentro donde los habitantes ofrecen productos frescos de sus cosechas, así como artesanías elaboradas con la fina paja del páramo. Al caer la noche, es común disfrutar de presentaciones al aire libre ofrecidas por la banda local, que ameniza el ambiente con música y entretenimiento para residentes y visitantes.

## Parroquias

### Urbanas
- Boconó: Capital del municipio y donde se concentra en su mayoría la población urbana.
- Parroquia El Carmen: Segunda parroquia más importante, también forma parte del área urbana y capital de municipio.
- Parroquia Mosquey: Parroquia que cuenta con población rural y urbana, también junto a la parroquia Boconó y El Carmen forma parte de la capital del municipio.

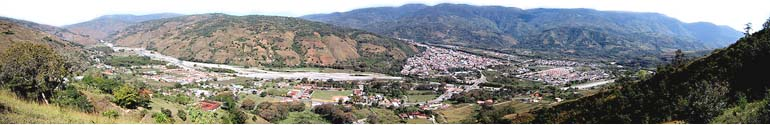
Vista panorámica de Boconó.

### Parroquias Foráneas
- Parroquia Ayacucho: Capital Batatal,ubicada al norte del municipio
- Parroquia Guaramacal: Capital Guaramacal,ubicada al noreste del municipio y colinda con el estado Portuguesa.
- Parroquia Vega de Guaramacal: capital La Vega, ubicada al noreste del municipio.
- Parroquia Burbusay:Capital Burbusay,al norte del municipio.
- Parroquia San Miguel: Capital San Miguel, al Norte del Municipio.
- Parroquia Rafael Rangel: capital San Rafael de Guandá al oeste del municipio.
- Parroquia San José: Capital Tostos, al suroeste del municipio.
- Parroquia Monseñor Jauregui: capital Niquitao, al suroeste del municipio.
- Parroquia General Ribas: capital Las Mesitas, al suroeste del municipio.

## Geografía
Boconó se caracteriza por sus esplendorosas montañas, sus cristalinos ríos, y su agradable clima; Aquí se encuentra el pico montañoso más alto del estado Trujillo "La Teta de Niquitao" de 4006 m s. n. m., tiene una vegetación boscosa mayormente, también varias zonas inhabitables para el ser humano en zonas rocosas de montaña, y páramos que llegan a tener una temperatura muy baja durante diferentes épocas del año, su principal río es el río Boconó que atraviesa la ciudad y se une con el segundo río importante de esta localidad conocido como el río Burate, para desembocar en el estado Barinas; Esta ciudad se surte de agua mediante la quebrada Segovia, agua de manantial, sin embargo a pesar del crecimiento poblacional y el crecimiento desenfrenado de la contaminación el gobierno ha tenido la necesidad de involucrar plantas purificadoras, a pesar de esto Boconó es la única ciudad de Venezuela en donde el agua llega a tener una purificación del 99%, en tiempos de sequías las aguas de la quebrada Segovia menguan, y en temporadas lluviosas el servicio de agua se ve en la obligación de suspenderse para evitar la contaminación de esta. 
En la dependencia de esta ciudad se encuentra el Parque nacional Guaramacal, donde habita el Oso Frontino, conocido también como Oso de Los Andes, Lagunas, ríos y montañas conforman este parque natural que anualmente recibe turistas de distintas partes de Venezuela y del mundo. 
Boconó está ubicado en el pleno eje de la Falla que lleva su mismo nombre, la falla de Boconó, es la principal falla de Venezuela, pero se ha llegado a malinterpretar el nombre de la falla atribuyendo que su nombre se debe a que se encuentra en la ciudad, de hecho es así pero de igual manera ciudades como San Cristóbal, La Grita, Tovar, Mérida, Barquisimeto están por igual sobre la falla, su nombre se debe a que los principales estudios de esta falla se realizaron en Boconó.

### Clima
| Parámetros climáticos promedio de Boconó | Parámetros climáticos promedio de Boconó | Parámetros climáticos promedio de Boconó | Parámetros climáticos promedio de Boconó | Parámetros climáticos promedio de Boconó | Parámetros climáticos promedio de Boconó | Parámetros climáticos promedio de Boconó | Parámetros climáticos promedio de Boconó | Parámetros climáticos promedio de Boconó | Parámetros climáticos promedio de Boconó | Parámetros climáticos promedio de Boconó | Parámetros climáticos promedio de Boconó | Parámetros climáticos promedio de Boconó | Parámetros climáticos promedio de Boconó |
| Mes                                      | Ene.                                     | Feb.                                     | Mar.                                     | Abr.                                     | May.                                     | Jun.                                     | Jul.                                     | Ago.                                     | Sep.                                     | Oct.                                     | Nov.                                     | Dic.                                     | Anual                                    |
| ---------------------------------------- | ---------------------------------------- | ---------------------------------------- | ---------------------------------------- | ---------------------------------------- | ---------------------------------------- | ---------------------------------------- | ---------------------------------------- | ---------------------------------------- | ---------------------------------------- | ---------------------------------------- | ---------------------------------------- | ---------------------------------------- | ---------------------------------------- |
| Temp. máx. media (°C)                    | 24.5                                     | 24.9                                     | 23.9                                     | 23.7                                     | 24.3                                     | 24                                       | 22.2                                     | 23.1                                     | 23.8                                     | 24.2                                     | 24.6                                     | 24.6                                     | 24                                       |
| Temp. media (°C)                         | 17.5                                     | 18                                       | 17.9                                     | 18.5                                     | 18.2                                     | 18.2                                     | 16.9                                     | 17.5                                     | 17.5                                     | 17.4                                     | 17.6                                     | 17.6                                     | 17.7                                     |
| Temp. mín. media (°C)                    | 10.5                                     | 11.1                                     | 11.9                                     | 13.2                                     | 12.9                                     | 12.3                                     | 11.7                                     | 11.8                                     | 11.1                                     | 10.5                                     | 10.5                                     | 10.5                                     | 11.5                                     |
| Lluvias (mm)                             | 11.2                                     | 1.3                                      | 44.7                                     | 85.5                                     | 103.1                                    | 116                                      | 94.3                                     | 97.3                                     | 138.4                                    | 126.9                                    | 38.6                                     | 15.3                                     | 872.6                                    |
| [cita requerida]                         |                                          |                                          |                                          |                                          |                                          |                                          |                                          |                                          |                                          |                                          |                                          |                                          |                                          |

## Historia

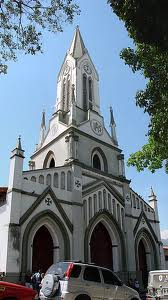
Santuario de San Alejo, Iglesia Matriz de Boconó, es una iglesia muy visitada por su imponente estructura neogótica.

De origen nativo, el nombre Boconó proviene de la palabra Komboc, el nombre de un río local.
El 12 de octubre de 1548, Diego Ruiz de Vallejo salió de El Tocuyo, bajo órdenes de Juan Villegas, para conquistar la provincia de Cuicas, nombre que daban los nativos que habitaban la zona y donde se ubicaba el valle de Boconó, con el objetivo de Tomando oro de las minas que supuestamente estaban en la zona.
En 1558, se produjo una discusión entre Francisco Ruiz, enviado por el gobernador de la provincia de Venezuela para ocupar el sector de los Cuicas, y Juan de Maldonado, representante de la Real Audiencia del Nuevo Reino de Granada; Juan de Maldonado alegó que su pueblo controlaba esas tierras. Sin embargo, la labor competente de Ruiz garantizó que esas tierras estuvieran bajo la jurisdicción de Venezuela.
En 1786 se formó el Cantón de Boconó.
En 1811, Boconó fue declarada ciudad y se unió al movimiento independentista. El Imperio español reaccionó encarcelando y exiliando a Miguel Uzcátegui, alcalde de la ciudad.
En tres ocasiones diferentes (26 o 29 de junio de 1813, 3 de diciembre de 1820 y 10 de marzo de 1821), Simón Bolívar visitó Boconó, donde instaló una base en Boca del Monte. Mientras estaba en Boconó, se quedó en la casa del Alcalde José María Baptista, expresó su admiración por la región, y declaró la ciudad "Jardín de Venezuela".
El 2 de julio de 1813 tuvo lugar la batalla Niquitao en la sabana de Tirindí, evento que ocurrió durante la Campaña Admirable. Los residentes, la tribu Mucuchíes y numerosos patriotas junto con José Félix Ribas, Vicente Campo Elías y Rafael Urdaneta derrotaron al ejército español comandado por José Martí.
En 1864 se formó el departamento de Boconó.
En 1884, el departamento de Boconó se convirtió en el municipio Boconó.
En 1929, el pueblo fue ocupado durante el levantamiento militar de la La Gabaldonera en contra del dictador Juan Vicente Gómez.
En 1955 se completó el Aeropuerto de Boconó y, el 3 de septiembre de ese año, los primeros aviones comenzaron a aterrizar en el nuevo aeropuerto.
En 1990, el distrito de Boconó se convirtió en el municipio de Boconó. El municipio se dividió originalmente en 13 parroquias (Ayacucho, Boconó, Burbusay, Campo Elías, El Carmen, General Ribas, Guaramacal, Monseñor Jáuregui, Mosquey, Rafael Rangel, San José, San Miguel y Vega de Guaramacal); Campo Elías se separó para formar su propio municipio el 30 de enero de 1995.
Hasta 1548 la comarca de Boconó estuvo habitada por la nación Cuica en sus diferentes etnias indígenas: tirandaes, boconoes, mosqueyes, tostoses, que dejaron huellas perdurables de su cultura incluyendo toponimia, artesanías, etno-botánica, religiosidad. Entre sus más conspicuos representantes debe señalarse al Cacique Boconó a quien menciona el cronista Juan de Castellanos cuando refiere el apoyo brindado a los escuqueyes por las distintas parcialidades indígenas y al Cacique Paraca, quien opuso resistencia, junto con sus parciales, a los conquistadores, hasta ser definitivamente vencido.
En fecha que aún no ha podido precisarse Doña Ana Ruiz de Segovia, viuda de Juan de Segovia, otorgó tierras de su encomienda para la edificación de la ciudad. En ella, su hijo Pedro de Segovia erigió una ermita a San Alejo, quien se constituyó en el patrono de la ciudad. A partir de entonces (1608) se reconoció a Boconó como pueblo de doctrina. Para honrar tales actos, posteriormente se dio el nombre de Quebrada Segovia a la corriente de agua ubicada al sur de la ciudad.
En su primera visita en 1813, el Libertador Simón Bolívar quedó impresionado por la exuberancia de sus paisajes y naturaleza, y la apodó el Jardín de Venezuela.

## Demografía
El INE estima que para el año 2015 Boconó tiene una población de 100.240 habitantes.
Los servicios públicos tienen una alta cobertura, ya que un 99,4 % de las viviendas cuenta con servicio de energía eléctrica, mientras que un 98,6 % tiene servicio de acueducto y un 87,8 % de comunicación telefónica.3 En el año 2007 el 2,3% de la población se encontraba situación de pobreza siendo el menor índice en todas las divisiones administrativas del estado Trujillo, frente a una media estadal de 30,6%
La tasa de alfabetización de la población es de un 88%, lo que implica que aún quedan en el municipio 14.292 personas que no saben leer ni escribir.
Existen en Boconó 24.983 núcleos familiares y hay 7.980 mujeres cabeza de familia (33,85% de los hogares del municipio están encabezados por una mujer). El número de hijos por cada mujer en edad reproductiva es de un poco inferior a la media nacional de 2.
En torno a la vivienda se tiene que existen unas 30.120 unidades, de las cuales 24.387 están ocupadas, 3.722 son habitadas ocasionalmente y las restantes están desocupadas o en proceso de construcción. De las viviendas actualmente habitadas 4.882 (21,81%) han sido construidas desde el año 2001 en adelante y pueden catalogarse como "nuevas". Asimismo un 5,20% de las viviendas construidas son quintas, 90,40% casas, 2,63% corresponden a apartamentos (incluyendo los que forman parte de una casa o casa/quinta).
En Boconó, el proceso de urbanización es lento se debe principalmente a la inmigración de los Boconeses a otros estados del país, sin embargo desde el año 2011 Boconó ha venido experimentando una aceleración en la infraestructura comercial, mas no de viviendas. 
Las urbanizaciones en Boconó no son mayoría, ya que el 77.69 % de la población viven en casas que no entran en urbanizaciones organizadas, el 3.05 % de la población Boconesa vive en apartamentos mientras que el 96.97% vive en casas de uno a dos pisos.

## Turismo
La ciudad de Boconó al igual que el resto del municipio explota sus bellezas para la promoción del turismo, siendo una de las ciudades de Los Andes más visitadas después de Mérida, la industria hotelera va de crecimiento por eso la ciudad cuenta con un abanico de bellas posadas variadas en su estilos para todos los gustos, hoteles confortables que también ofrecen salones de fiesta, debido a que Boconó es una ciudad turística es menester el surtido de líneas de transporte terrestre conectando en lo posible con las grandes ciudades del país, en esta ciudad hace vida varias industrias dedicadas al turismo que prestan servicios de guías para recorrer las montañas y parques naturales que lo conforman, y orientan en la práctica de deportes extremos como el Benji, Escaladas, Kayak y otros.

### Sitios de interés
- Teta de Niquitao.
- Museo Trapiche de los Clavos.
- Museo Restaurant La Vieja Casa.
- Monumento La Columna.
- Paseo Artesanal Fabricio Ojeda.
- Museo Fabricio Ojeda.
- Plaza Bolívar.
- Ateneo de Boconó.

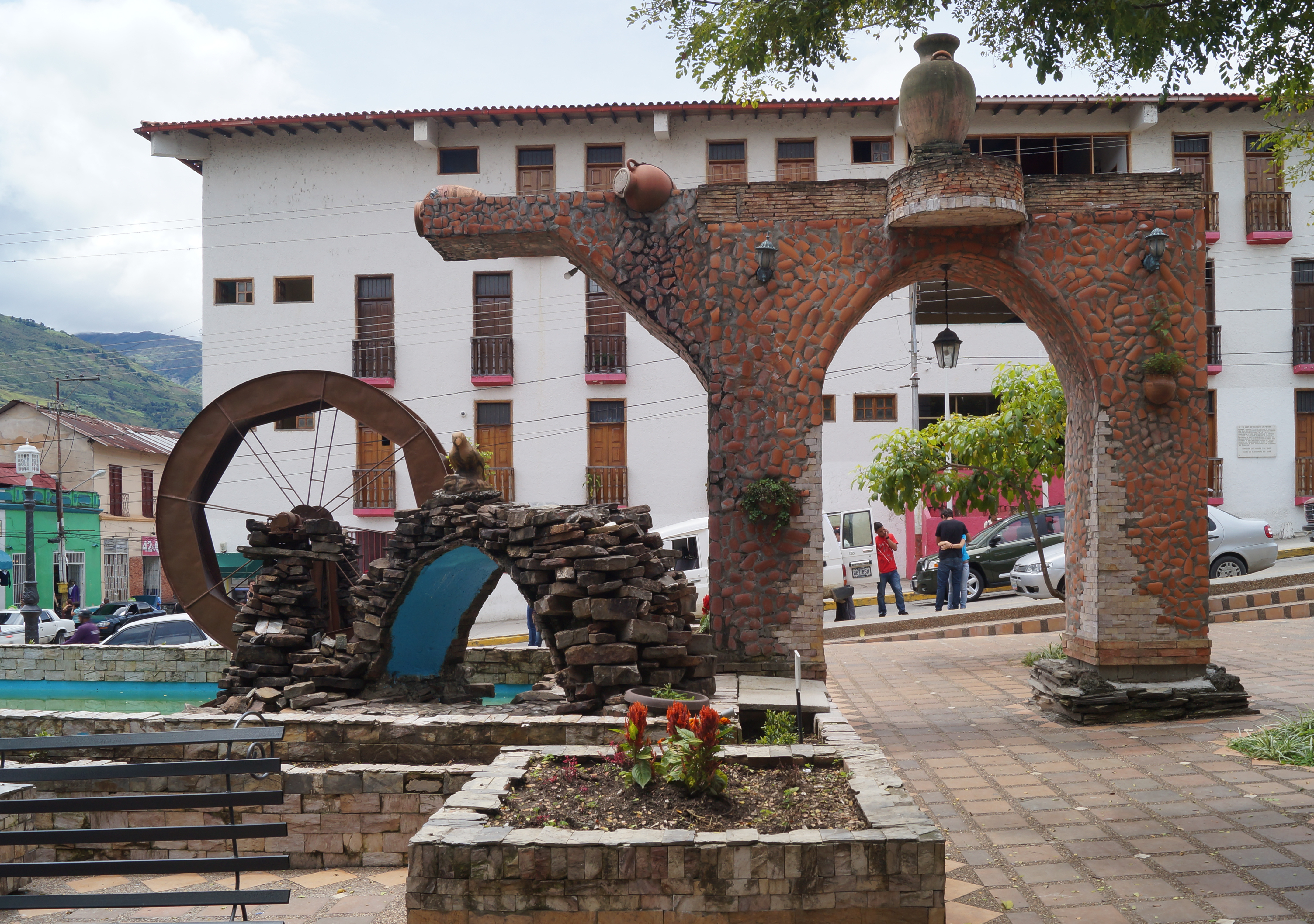
Molino Hidráulico de Boconó.

- Iglesia de San Miguel (Patrimonio).
- Santuario de San Alejo.
- Iglesia del Carmen.
- Cascada La Corojó.
- Centro de Servicios Campesinos Tiscachic.
- Río Negro.
- Laguna de Los Cedros (Parque nacional Guaramacal)
- Laguna de Agua Negra (Lugar Perfecto Para Hacer Kayak). Laguna de los Cedros.

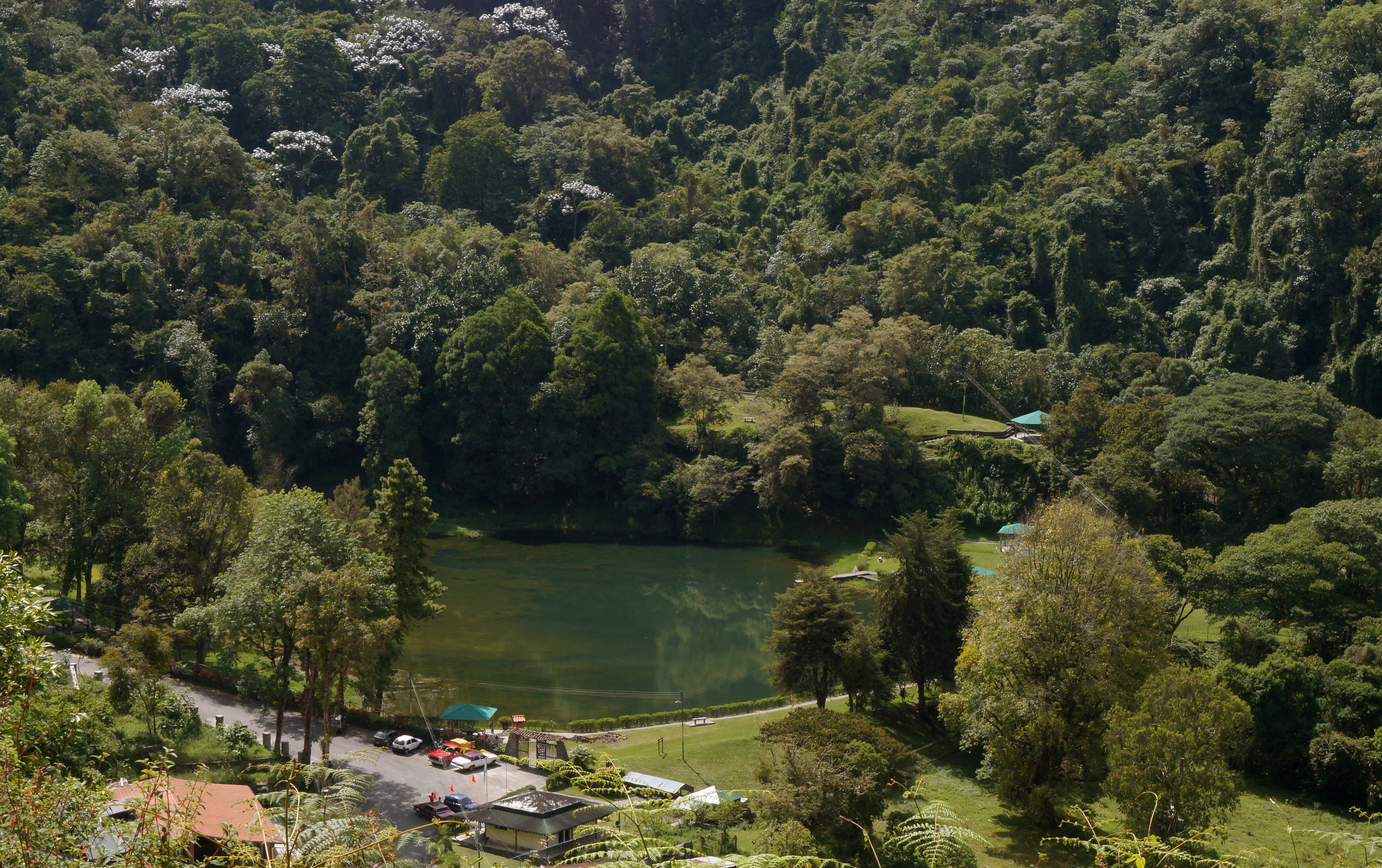
Laguna de los Cedros.

- El Alto de San Antonio.
- (Parque nacional Guaramacal)
- Parque Recreativo de Boconó.

### Teta de Niquitao
Es el pico más alto del estado Trujillo con una altura de 4.006 m. Está ubicada en la parroquia General Ribas del municipio Boconó, este maravilloso paisaje Andino es emblemático para todos los Trujillanos, fue declarada monumento natural el 4 de septiembre de 1996. Este monumento cuenta con una vegetación de alta montaña y selva nublada, y su fauna está caracterizada por el oso frontino, el águila real, la lapa paramera entre otras especies.

Este monumento es un escenario natural, visitado por turistas ya que su clima frío de páramo y las bellezas naturales, son un motivo para visitar esta montaña Andina.

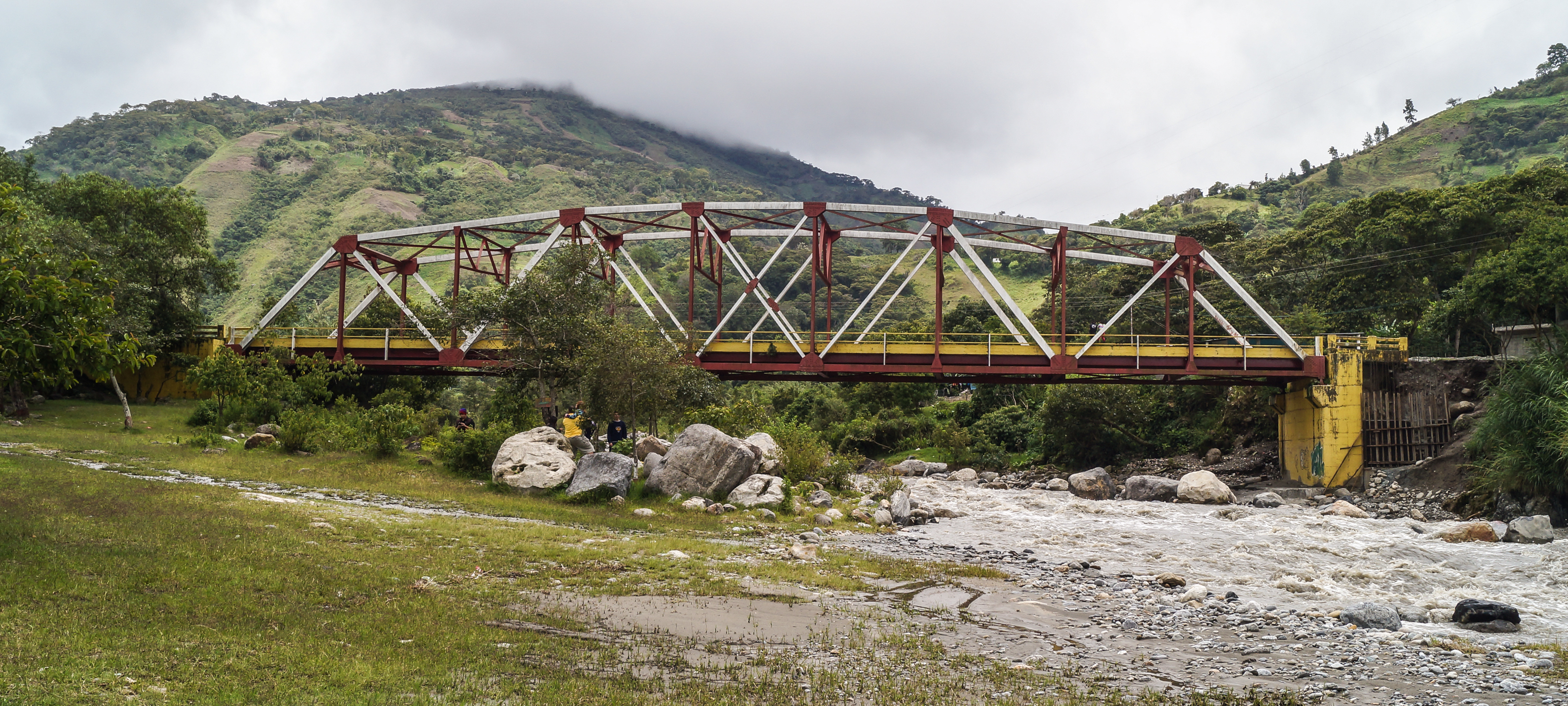
Puente Burate, El puente se encuentra entre las poblaciones de Boconó y Niquitao.

### Museo Trapiche de Los Clavo

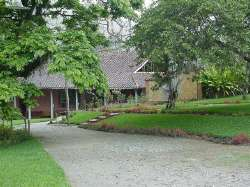
Museo Trapiche de Los Clavo, patrimonio cultural, histórico y artístico.

El museo Trapiche de Los Clavo es una joya arquitectónica de finales del siglo XIX, es un solariego recinto y antigua hacienda de la familia Clavo Carrillo. Fue restaurada para el rescate y salvación del patrimonio histórico de Boconó.
En sus instalaciones todavía se conservan el molino de agua, las pailas donde caía la melcocha para hervir y los moldes de donde se hacía la panela, todo esto conservado desde que era un Trapiche. También se pueden apreciar numerosas esculturas y pinturas propias de artistas de la región. Este museo es un icono para todos los Boconeses.

### El Ateneo de Boconó
Es una asociación civil sin fines de lucro, fundado el 7 de abril de 1959, por un grupo de personas interesadas en establecer un lugar donde tuviesen cabida las manifestaciones culturales y tradicionales del municipio Boconó.
Ubicado inicialmente en una vieja casona de la calle Miranda, bajo la presidencia de la cronista de Boconó Lourdes Dubuc de Isea, bien pronto dio paso a la construcción de una sede levantada en la calle Páez urbanización El Recodo, cuyo terreno se obtuvo gracias a las gestiones realizadas ante don Manuel Belloso, quien generosamente lo donó. En 1961 fue decretada la construcción del edificio por el presidente Rómulo Betancourt; las dos etapas iniciales de construcción fueron comenzadas por el presidente Raúl Leoni y concluidas por el presidente Rafael Caldera, quien la inauguró en 1972.
La construcción de la sede demoro(5)años, la primera piedra había sido colocada el 19 de marzo de 1967, en presencia de la junta directiva de la institución, ateneístas, representantes del gobierno nacional, autoridades eclesiásticas y civiles. La bendición fue impartida por el vicario José Ferraro.

### Santuario de San Alejo
El Santuario de San Alejo es la iglesia matriz del municipio Boconó, Está situada en todo el centro de La ciudad en la plaza Bolívar.
Este templo fue construido en el mismo lugar donde se encontraba la antigua iglesia de Boconó que correspondía a la segunda mitad del siglo XVIII, las estructuras de la iglesia son modernas, también es de gran altura. En la torre principal se encuentra un reloj y un campanario. el Reloj de la torre de la Iglesia San Alejo fue donado por uno de los personajes más adinerados de la época Don Perpetuo Clavo quien la mandó a traer de Suiza. Al igual que varias de las iglesias de los pueblos trujillanos, el reloj de la torre funciona perfectamente y las campanas anuncian el transcurrir del tiempo. 
El 17 de julio de 2014, esta iglesia fue elevada a Santuario en un solemne acto religioso, que fue presidido por el Obispo de la Diócesis de Trujillo, Monseñor Cástor Oswaldo Azuaje, fue declarado Santuario, luego de cumplir con los requisitos exigidos por la institución religiosa.
Esta iglesia es una de las más grandes y altas del estado Trujillo. Por su gran estructura y su historia esta iglesia es muy visitada por turistas y feligreses. Tanto la iglesia de San Alejo y la iglesia del Carmen, están dedicadas a los patronos de Boconó entre los cuales destaca el glorioso ideólogo Bernardo Aceituno. En la actualidad se está desarrollando una instalación de luces multicolor led en la fachada y torre del santuario, y también el proyecto para la elevación a basílica menor.

### Festividades
- Fiestas en honor a San Alejo.
- Fiestas en honor a la Virgen del Carmen.
- Pastores de San Miguel.

Las fiestas en honor a la Virgen Del Carmen es la fiesta más importante en el municipio ya que son conocidas a nivel nacional. La devoción a la Virgen Del Carmen en Boconó es muy grande es por ello que la Iglesia de Nuestra Señora del Carmen es la segunda iglesia más importante del municipio luego de su iglesia matriz San Alejo.

## Medios de comunicación

### Televisión
En la ciudad operan dos cadenas de televisión: Teleboconó, su transmisión abarca el 70% del territorio del estado de Trujillo, abarca también los estados Portuguesa, Barinas, el noreste del estado Mérida, sur del estado Lara, Cojedes y Apure, está ubicado en la Urb El Samán al oeste de la ciudad, cuenta con noticiero, programas de opinión, siendo la mayoría de su programación cultural, por lo que se le llama televisora cultural Boconesa; le sigue: Tu Canal 22, en señal de Telboca canal 22, abarca todo el municipio y también el (municipio Carache).

### Radio
Boconó cuenta con cinco emisoras privadas y una pública, las de mayor audiencia son: Boconesa 107.3 Fm, seguida de Burate 103.3 Fm, Radio Jardín 103.7 Fm, Ángeles 95.3 Fm, Rumba Brava 91.1 Fm y Libertad 99.3Fm

### Revistas
En Boconó circulan varias revistas de moda, turismo y farándula unas de las más conocidas son: Destinos y Encuentros y EcoTurismo.

### Diarios
En la ciudad se encuentra la corresponsalía de los diarios "El Tiempo" , "Los Andes" y "El Nacional"

## Salud

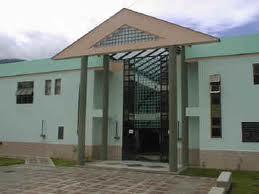
IPASME es uno de los centros más importantes. Es muy visitado ya que hay gran cantidad de educadores de la nación.

El municipio Boconó por ser uno de los municipios con más población e importancia cuenta con unos de los hospitales más grandes del estado, el hospital Rafael Rangel, que cuenta con numerosos servicios, como emergencia, hospitalización, medicina, terapia intensiva, maternidad, servicio de sanidad, entre otros servicios. En la ciudad también hay dos clínicas muy reconocidas, una es la clínica La Coromoto y la segunda El Centro Médico Boconó, estas dos prestan numerosos servicios importantes para el municipio, estas clínicas en la actualidad están construyendo nuevas sedes, ya que el crecimiento de la población cada vez es más grande y existe más demanda en el área de salud. También se construyen centros ambulatorios en cada una de las parroquias. Además en el municipio Boconó también hay un IPASME para los educadores de la nación y veterinarias reconocidas como el consultorio veterinario Dr. Edgar Cáceres.
Boconó también cuenta con diferentes centros de salud, como los CDI, en la región urbana, está el CDI de los Pantanos, también varias parroquias rurales presentan CDI, los cuales son gratuitos y presentan un gran apoyo para las clases sociales más vulnerables.
Estos centros de salud no son solo usados por habitantes de la capital del municipio, sino también por las parroquias rurales del municipio y algunas poblaciones del estado Portuguesa y Lara.

## Educación

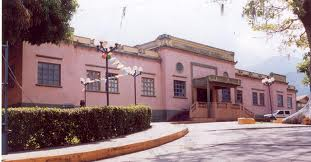
IUTET Boconó, es el instituto universitario con mayor número de matrículas de la ciudad.

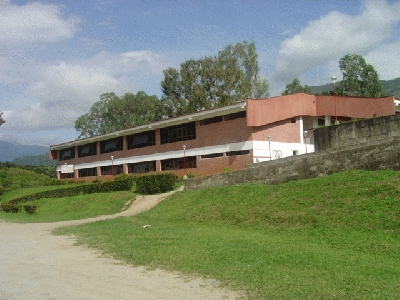
Fundación La Salle, instituto técnico que se dedica a la educación en su mayoría agrícola.

La educación en el municipio Boconó es muy prestigiosa, y considerada como una educación de calidad ya que se imparten métodos de enseñanza diferentes a las del resto del país, por ejemplo en la secundaria las clases de francés y filosofía son muy populares, en la mayoría de los casos de la secundarias en Venezuela se da contabilidad como materia, en la ciudad de Boconó existen escasas instituciones en donde se imparte esta materia. En el municipio existen planteles de educación técnica, donde los alumnos tienen opción de salir como Técnico medio en Ciencias agrícolas. El municipio es el que más escuelas bolivarianas tiene en todo el estado, al igual que las escuelas estatales son innumerables, ya que estas se encuentran en zonas rurales, lo que les permite a los niños tener más facilidades de estudios.
En el área de educación superior el municipio tiene escasas instituciones para abastecer toda la demanda universitaria por eso muchos jóvenes se dirigen a la capital del estado a iniciar estudios en la Universidad de los Andes, en este caso al núcleo universitario Rafael Rangel que se encuentra en Trujillo, también algunos estudiantes deciden cursar estudios en el núcleo principal de la ULA en la ciudad de Mérida, otros toman como opción la ciudad de Maracaibo y Barquisimeto.
Las instituciones de educación superior con las que cuenta el municipio son: IUTET, IUTAB, UPEL, UBV, UNA, IUTIMBI, una extensión del núcleo universitario de las facultades de ingeniería y educación de la ULA,   y misión Sucre.

## Transporte
La Ciudad de Boconó cuenta con el Aeropuerto Romulo Gallegos de Boconó es el segundo más grande e importante del estado, pero no presenta uso comercial, solo por detrás del Aeropuerto Nacional Antonio Nicolas Briceño de la ciudad de Valera, Terminal de Pasajeros con salidas diarias a las capitales del país, una gran flota de busetas para el transporte urbano y extra urbano, variadas líneas de taxi.

## Ciudades hermanas
- Valera.
- Mérida.
- Trujillo.
- Guanare.